# 方腊起义
方臘起義是指北宋末年在浙江、江苏一带的一次民變。宣和四年（1122年），此次民变被北宋朝廷镇压。

## 过程

### 亂起
宋徽宗時，睦州青溪人方臘，原本是漆園主。相傳其性情豪爽，深得人心，能號召很多生活困苦的農民。宣和二年十月初九（1120年11月1日）方臘率眾在歙縣七賢村起事，假託“得天符牒”，宣稱：“今賦役繁重，官吏侵漁，農桑不足以供應。吾儕所賴為命者漆楮竹木耳，又悉科取，無錙銖遺。”“且聲色、狗馬、土木、禱祠、甲兵、花石靡費之外，歲賂西、北二虜銀絹以百萬計，皆吾東南赤子膏血也！”“獨吾民終歲勤動，妻子凍餒，求一日飽食不可得，諸君以為何如？”青溪的農民聞風響應，人數到達萬人，其軍尊稱方臘為“聖公”，建年号“永樂”。
宣和二年，宋徽宗下令停運花石綱，又以童贯为江浙宣抚使，譚稹任兩浙路制置使。
宣和二年十一月二十二日方臘軍在青溪縣息坑（今浙江淳安西）全殲兩浙路常駐官軍五千人，兵馬都監察顏坦被殺，繼續攻陷青溪，俘獲縣尉翁開，十二月初，克睦州，又下歙州，直趨當時花石綱指揮中心的杭州。處州霍成富、陳箍桶等人皆加入戰局，衢州摩尼教的組織亦起兵響應。方臘軍在極盛之時建立了包括今江苏省、浙江省、安徽省、江西省的六州52縣在內的政權，在當時對宋朝威脅極大。
十一月二十九日，方臘軍攻入杭州，殺死兩浙路制置使陳建、廉訪使趙約，掘蔡京父祖墳墓。這時太学生吕将建议，先进兵江宁府（今江苏省南京市），據长江天险，以阻止官军过江。方臘不聽，準備进攻后婺州、衢州。宣和三年正月，童貫與譚稹分兵兩路，分別向杭州和歙州進擊，預計在睦州會合。
宣和三年正月，方臘派遣方七佛北上，攻陷崇德縣，進入湖州（辖区在今浙江省湖州市）境內，與王稟的東路軍激戰，方七佛戰敗，退守杭州。這時方臘攻下婺（今浙江金華）、衢（今屬浙江）兩州。二月方七佛部糧盡援絕，被迫退出杭州。三月方七佛再犯杭州，王禀與之戰於城外，斩首五百级。又戰於桐庐，王禀連败之。

### 逆轉
杭州一戰，逆轉整個戰局。劉鎮部攻陷歙州，刘光世部收復兰溪县，王禀部收復青溪县，郭仲荀部收復上虞县。四月初二日，官軍攻下衢州，摩尼教教主鄭魔王被俘。童贯以中军驻守杭州。此時方臘残軍尚有二十万，雖力战而败，逃入帮源洞，深據其中，官兵不敢入。
宣和三年（1121年）四月二十四日，官軍發動總攻擊。王淵的裨將韓世忠，潛行清溪溪谷，向一婦人問路，前搗清溪幫源洞，生擒方臘，後來忠州防禦使辛興宗領兵截住洞口，佔為己功。方臘及其相方肥等五十二人被俘，七月戊子，童贯俘方腊送往首都汴京，八月二十四日丙辰伏誅。該月童贯加太师，进封楚国公。

### 餘戰
方腊餘黨散走浙东，五月，俞道安自溫州永嘉縣楠溪攻佔樂清縣，由郭仲荀與姚平仲繼續圍剿，宋軍姚平仲部攻陷台州仙居。六月，呂師囊轉戰黃岩，被宋軍折可存部擊滅於斷頭山。七月，俞道安部轉戰處州，十月戰死於永康縣山區。宣和四年三月全部平亂。

## 結局
方腊之亂，「凡破六州、五十二縣，戕平民二百萬。所掠婦女，自賊洞逃出，裸而縊於林中者，相望百餘里。」